# Maisons d'écrivain en Nouvelle-Aquitaine

Logotype du réseau Maisons d’écrivain et patrimoines littéraires en Nouvelle-Aquitaine.

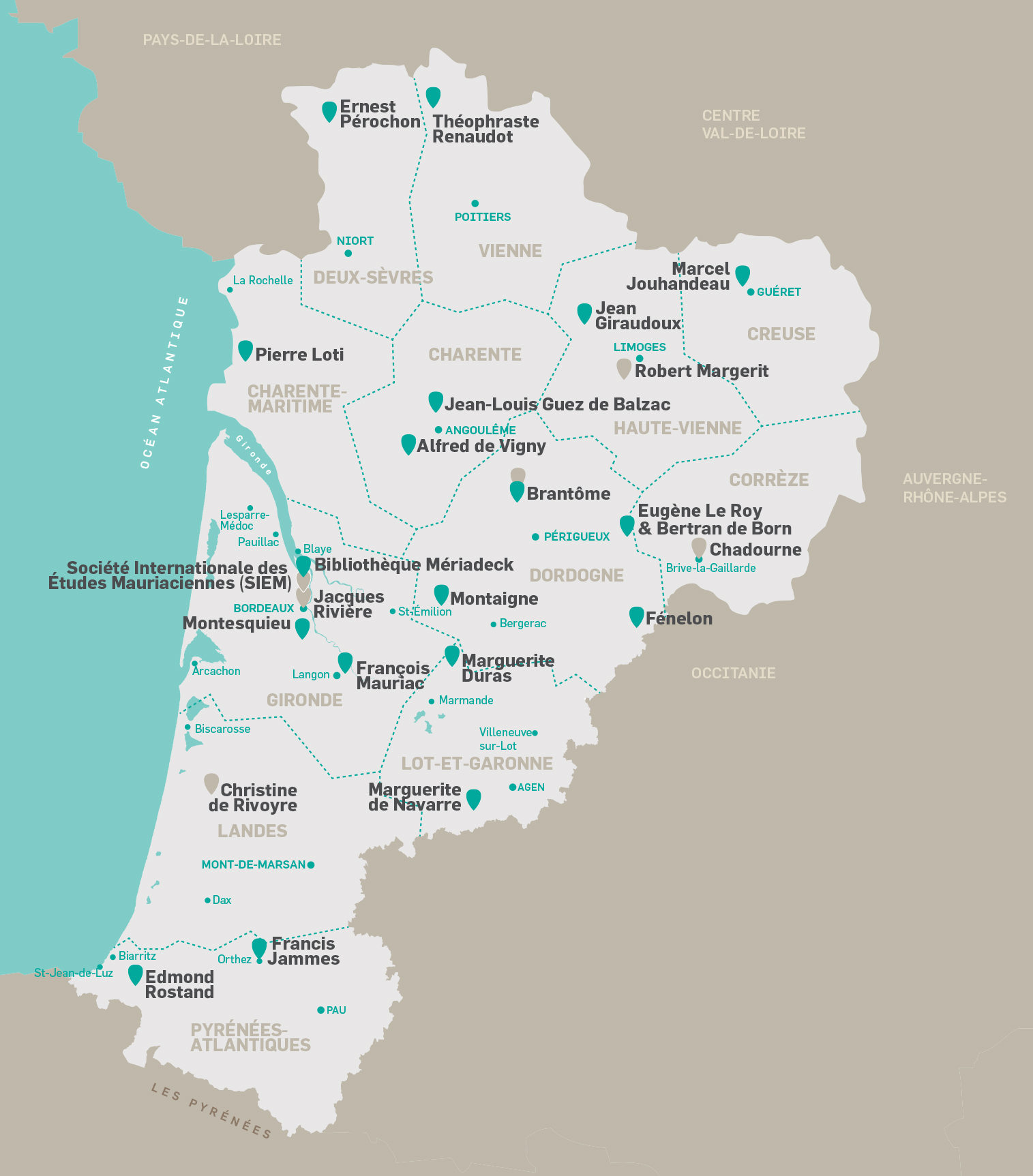
Carte des maisons (en bleu) et des associations d'écrivains (en gris).

Le réseau Maisons d’écrivain en Nouvelle-Aquitaine, ou Maisons d’écrivain et patrimoines littéraires en Nouvelle-Aquitaine (abrégé MEPLNA), est une association œuvrant pour la préservation et la valorisation des lieux et des collections liés à des écrivains ayant vécu en Nouvelle-Aquitaine. Le réseau est créé en 2013 pour la région Aquitaine puis élargi en 2016 pour englober le territoire de l'actuelle région Nouvelle-Aquitaine. Le réseau compte vingt lieux attachés à des auteurs de périodes allant du XIIe au XXIe siècle, et ses membres sont à la fois des maisons d'auteurs, des bibliothèques, des associations d'amis d'auteurs et des individuels.

## Histoire
En 1989, un rapport sur les maisons d'écrivains, d'artistes et d'hommes célèbres est commandé par le ministre de la Culture. Dans l'étude qui est remise six mois plus tard, la création d'une structure fédératrice propre à assurer la défense et la mise en valeur de ces lieux est préconisée. Après diverses initiatives locales en faveur de la valorisation des bibliothèques et maisons littéraires, la Fédération nationale des maisons d'écrivain et des patrimoines littéraires est fondée le 6 décembre 1997. À partir de 2010, la fédération se dote de réseaux régionaux afin de développer des projets au niveau local.
Après la création des réseaux régionaux de Picardie et du Centre, le réseau Aquitaine est créé en octobre 2013 à l'initiative de Jean-Claude Ragot, alors directeur du centre François Mauriac de Malagar, qui en devient le président,. Il présidait la Fédération nationale des maisons d’écrivain et des patrimoines littéraires depuis 2007. Le réseau Maisons d'écrivain en Aquitaine s'élargit le 4 février 2016 et englobe désormais le Poitou-Charentes et le Limousin,. Depuis février 2020, le réseau est dirigé par Béatrice Labat, conservatrice de la Villa Arnaga.
En 2020, le réseau compte 20 lieux, 10 associations d'amis d'auteurs ainsi que 10 membres individuels.

## Les écrivains en Nouvelle-Aquitaine

### Bertran de Born (c.1140 –c.1215)

#### Château de Hautefort
Perché sur un éperon au nord-est de la Dordogne, le Château de Hautefort subit de nombreux sièges, dont celui mené par Richard Cœur de Lion en 1183, avant d’être relevé de ses ruines par le guerrier et troubadour Bertran de Born. Celui-ci chante ses combats dans une quarantaine de sirventes devenus célèbres. La forteresse a également connu une série de modifications pendant les guerres de religion, avant de devenir une demeure de plaisance au XVIIe siècle. Le Château de Hautefort conserve aujourd’hui une remarquable collection de mobilier des XVIIe et XVIIIe siècles.

### Marguerite de Navarre (1492 – 1549)

#### Château-musée Henri IV
Le Château de Nérac fut la demeure des seigneurs d’Albret qui s’installent dans la ville au XIIe siècle et y édifient trois siècles plus tard une construction formant un ensemble royal, avec un parc et un jardin Renaissance. Marguerite de Navarre, sœur de François Ier et grand-mère du futur Henri IV, également l’auteure de l’Heptaméron, fit au XVIe siècle de la cour de Nérac un foyer de l’humanisme et un refuge pour les esprits libres de son temps. Réduit à une seule aile à la suite de l'ordre de destruction donné en 1793, le château a dû attendre le XXe siècle pour voir son aile restante restaurée et présenter aujourd’hui les collections du musée municipal.

### Michel de Montaigne (1533 – 1592)

#### Château et tour de Montaigne
Au cœur d’un vaste parc, niché en Périgord, aux portes de Bergerac et de Saint-Émilion, le château et la tour de Montaigne sont depuis sept générations la propriété de la famille Mähler-Besse. La tour, dans laquelle Michel de Montaigne, écrivain, philosophe et homme politique du XVIe siècle, passait « la plus part des jours de ma vie, et la plus part des heures du jour » à méditer, penser et écrire Les Essais, a été épargnée par l’incendie qui ravagea le château en 1885. Un nouvel édifice a été construit en lieu et place de celui-ci et vient compléter la visite de la tour et du domaine.

### Brantôme (1540 – 1614)

#### Château de Richemont
Plus connu sous le nom de Brantôme, le célèbre chroniqueur du XVIe siècle Pierre de Bourdeille fut à l’origine de la construction, de 1564 à 1581, du Château de Richemont, constitué de deux corps de logis en équerre reliés par une tour d’angle. À la suite d’une mauvaise chute de cheval, il dut interrompre sa carrière militaire et rédigea alors une grande partie de ses écrits, dont le recueil Vies des dames galantes, au sein de son « œuvre de pierre ». Il est enterré dans la chapelle, située dans la tour du château.

#### Société des Amis de Brantôme, Brantôme, Dordogne
Fondée en 1932, la Société des Amis de Brantôme promeut l’abbaye de la cité périgourdine et l’écrivain Pierre de Bourdeille, dit Brantôme, et contribue plus largement au rayonnement culturel de la ville. L’association a créé un prix littéraire de biographie historique, participé à la réalisation du musée Desmoulin et organise tous les deux ans des rencontres universitaires.

### Théophraste Renaudot (1586 – 1653)

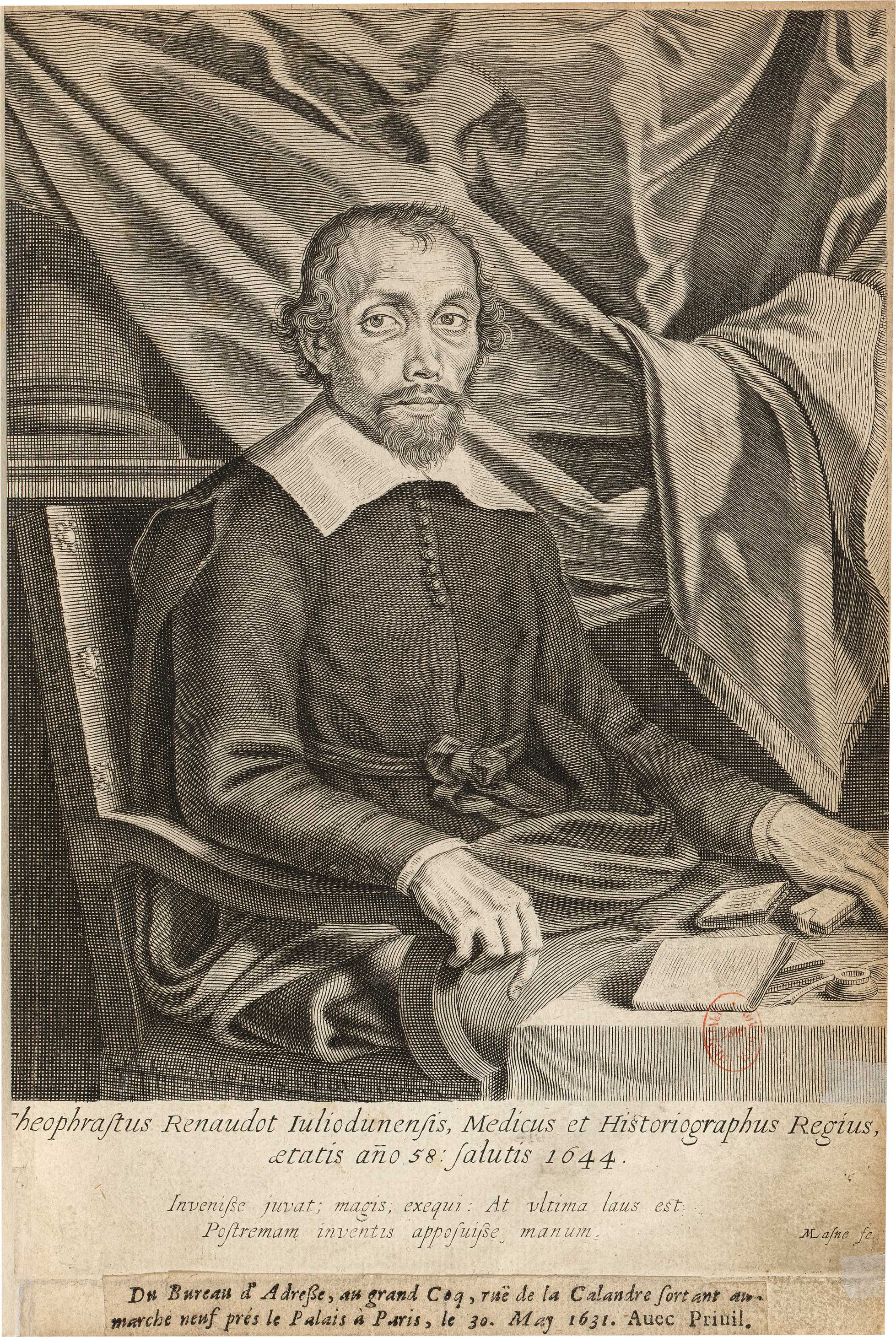
Portrait de Théophraste Renaudot, 1644.

#### Musée Renaudot
Le musée Renaudot est installé dans la Maison du médecin, journaliste et écrivain Théophraste Renaudot, une bâtisse du XVIe siècle, située à Loudun, en Vienne. Les lieux rappellent que son ancien occupant fut à l’initiative de nombreux établissements modernes, à l’instar du Bureau d’adresse et de rencontres (ancêtre de Pôle Emploi) ou d’un Mont-de-Piété (Crédit Municipal actuel). Soutenu par le Cardinal de Richelieu, Théophraste Renaudot devint médecin ordinaire du roi, puis Commissaire général des pauvres. Il est aussi le créateur, en 1631, du premier journal officiel de France, La Gazette, dont les premiers numéros sont exposés au musée.

### Jean-Louis Guez de Balzac (1597 – 1654)

#### Château de Balzac
Édifié en bordure de la Charente, à huit kilomètres au nord-ouest d’Angoulême, le Château de Balzac fut la demeure des champs où les Guez se retiraient quand ils quittaient leur maison d’Angoulême. Le château et son parc évoquent le souvenir de celui qui en fit son ermitage : l’écrivain charentais Jean-Louis Guez de Balzac, célèbre épistolier, qui fut aussi conseiller d’État et membre de l’Académie française.

### Fénelon (1651 – 1715)

#### Château de Fénelon
L’imposante forteresse féodale, qui domine la vallée de la Dordogne, accueillit en 1651 la naissance de François de Salignac de La Mothe Fénelon. L’auteur des Aventures de Télémaque, plus connu sous le nom de Fénelon, fut aussi académicien, précepteur du Duc de Bourgogne et archevêque-duc de Cambrai. Considéré par les philosophes des Lumières comme leur précurseur, il s’opposa à l’absolutisme et appela les souverains à leur devoir de gouverner pour le bien des peuples. Le Château de Fénelon propose de visiter la chambre de l’auteur et la chapelle où il fut baptisé, et de découvrir des collections d’armes et d’armures, mobilier et objets d’art du XVe au XVIIe siècle.

### Montesquieu (1689 – 1755)

#### Château de la Brède
Charles-Louis de Secondat, baron de La Brède et de Montesquieu, plus connu sous le nom de Montesquieu, est né dans ce château que possèdent ses ancêtres depuis le XIe siècle. Montesquieu rédigea presque l'intégralité de son œuvre dans ce château, des Lettres persanes à De l’esprit des lois. Le domaine se visite aujourd’hui dans l’état que connaissait l’écrivain quand il y séjournait : de petits pont-levis permettent de traverser les immenses douves d’eaux vives et de gagner le château, découvrir la chapelle, la bibliothèque ou encore la chambre de l’écrivain.

### Alfred de Vigny (1787 – 1863)

#### Logis du Maine-Giraud
Alfred de Vigny devint en 1827 propriétaire du manoir du Maine Giraud, qu’il reçut de sa tante. Le domaine était en piètre état mais il se refusa de le vendre et le restaura peu à peu jusqu’à sa mort en 1863, installant un alambic au sein de cette propriété qui produit encore aujourd’hui du cognac et réparant l’une des tours dans laquelle il se réfugiait pour écrire. Il y composa la plupart de ses poèmes, dont La Mort du loup et Les Destinées. Une exposition évoque aujourd’hui le poète et son souvenir.

### Eugène Le Roy (1836 – 1907)

#### Château de Hautefort
Eugène Le Roy est né au château de Hautefort le 29 novembre 1836. Son père et sa mère sont respectivement valet et femme de chambre au service de Charlotte de Hautefort et de son époux Ange Hyacinthe Maxence de Damas, qui se retire au château à partir de 1833 pour y écrire ses mémoires et se consacrer aux œuvres sociales,. Ses parents, du fait de leurs fonctions, devaient être disponibles à toute heure ; par conséquent il fut élevé par des paysans. Cet éloignement est à l'origine d'un fort sentiment d'abandon, très prégnant dans ses œuvres. Le jeune Eugène est scolarisé à l'école du village, puis est envoyé en 1847 au collège des Frères de la Doctrine chrétienne à Périgueux, ses études sont alors payées par le baron de Damas.
Après ses études il se détourne de la prêtrise, qui était la voie qui lui avait été destinée et devient un républicain convaincu, après avoir assisté à l'avènement de la République en 1848

Après une carrière militaire de 1854 à 1860, il devient aide-percepteur à la Trésorerie générale de Périgueux. Il exerce le métier de percepteur pendant plus de trente ans où il est muté régulièrement, principalement en Dordogne, ce qui l'amène à bien connaître la population et termine sa carrière à Hautefort en 1901. Cette connaissance de la population fait la sève de ses romans et en fait le maître du « roman rustique social »,. Il publie notamment Le Moulin du Frau en 1891 sous forme de feuilleton, puis Jacquou le Croquant en 1899, qui reste son roman le plus célèbre en raison de ses adaptations audiovisuelles.

### Pierre Loti (1850 – 1923)

#### Maison de Pierre Loti
Dans sa maison comme dans ses écrits, l’écrivain-voyageur et officier de marine Pierre Loti tentait de retenir le temps qui passe en reconstituant les paysages visités et les émotions ressenties. Les décors de la maison de Rochefort, dont il est natif, témoignent ainsi de ses voyages, au travers du salon turc, de la pagode japonaise ou de la mosquée. Devenue musée municipal en 1973, la maison est aujourd’hui fermée pour cause de restauration des décors mais une visite virtuelle guidée innovante et en relief est proposée au Musée Hèbre de Saint-Clément.

### Jean Rameau (1858 – 1942)

#### Les Amis de Jean Rameau, Cauneille, Landes
L'association des Amis de Jean Rameau a été fondée en 1993 par le petit neveu de l'auteur landais, le docteur Bernard Descazeaux. Poursuivant l'objectif de « faire connaître l'œuvre de l'écrivain et tout ce qui s'y rattache », elle a initié la demande d'inscription de la Maison du Pourtaou et la Gloriette à l'inventaire des monuments historiques, en 1999. Cette dernière est d'ailleurs le seul édifice à avoir été retenu dans les Landes dans de la cadre de la mission Bern pour la sauvegarde du patrimoine. Si cette Maison n'est pas accessible au public, sa grange accueille des spectacles.

### Edmond Rostand (1868 – 1918)

#### Villa Arnaga
Edmond Rostand découvrit Cambo-les-Bains en 1900 et, conquis par le climat du Pays basque, y fit construire la Villa Arnaga de 1903 à 1906, en confiant le projet à l’architecte parisien Joseph-Albert Tournaire, grand prix de Rome. L’auteur de Cyrano de Bergerac fit appel à des artistes de renom pour décorer les pièces qu’il dessina lui-même. Les jardins, avec leurs pièces d’eau, la pergola et l’orangerie, constituent un ensemble unique au Pays basque. La villa et son parc, aujourd’hui propriété de la commune, abritent le musée Edmond Rostand, rassemblant de nombreux souvenirs de l’écrivain.

#### Les Amis d'Arnaga et d'Edmond Rostand, Cambo-les-Bains, Pyrénées-Atlantiques
Présidée par Christian Perret, l'association des Amis d'Arnaga et d'Edmond Rostand, contribue, en lien avec la Villa-Musée Arnaga, à la promotion de l'œuvre d'Edmond Rostand. Parmi ses activités, elle organise des sorties littéraires et patrimoniales : au Château Malromé de Toulouse-Lautrec, à Saint-André-du-Bois (33), la bibliothèque Bilbaina à Bilbao, ou le musée-chantier naval d’Albeola, à Pasajes/Pasaia, sur les traces de La Fayette et de Victor Hugo. 

### Francis Jammes (1868 – 1938)

#### Maison Chrestia
Belle bâtisse datant de 1781 et située à l’entrée de la ville d’Orthez, la maison Chrestia fut construite en fer à cheval, dans le plus pur style béarnais. Le poète Francis Jammes y a vécu de 1897 à 1907 et y a composé l’essentiel de son œuvre, comme De l’Angélus de l’aube à l’Angélus du soir, Le Deuil des Primevères, Almaïde d’Étremont, Le Roman du lièvre ou Clara d’Éllebeuse,. Abritant aujourd’hui le siège de l’Association Francis Jammes, la Maison conserve un important fonds de manuscrits et de documents se rapportant au poète.

### Jean Giraudoux (1882 – 1944)

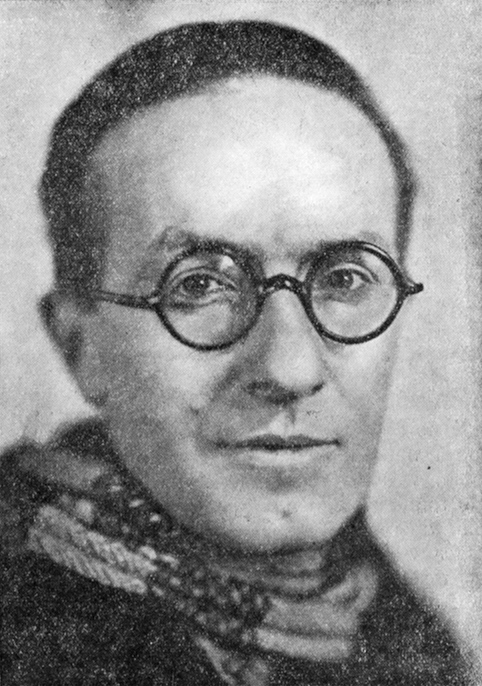
Jean Giraudoux, 1927.

#### Maison natale de Jean Giraudoux
Jean Giraudoux n’a vécu qu’une année dans sa maison natale de Bellac, en Haute-Vienne. Pourtant, celle-ci reste gravée dans la mémoire de l’écrivain, qui écrit dans les Provinciales : « À Bellac, entrez, je vous prie, dans la maison où je suis né, et, du second étage, vous devrez reconnaître, bon gré mal gré, que c’est bien la plus belle ville du monde. » La Maison, qui se visite librement tous les mois de juillet et août, abrite notamment une salle des horloges et le bureau de l'écrivain. Une exposition y est organisée chaque année par l'association « Académie Jean Giraudoux ».

### Jean-Richard Bloch (1884 – 1947)

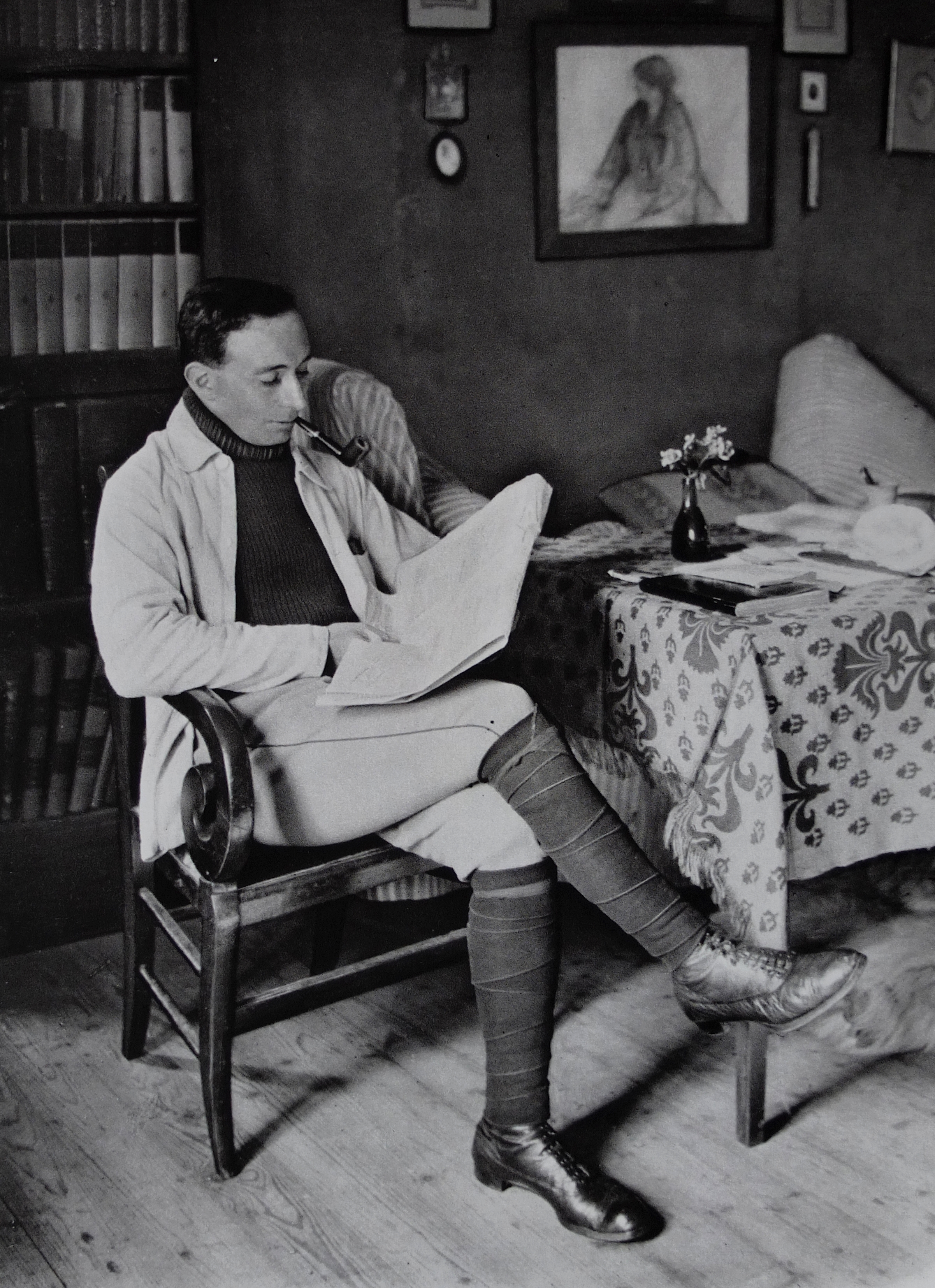
Jenny de Vasson, Jean-Richard Bloch, c. 1915.

#### Villa Bloch
Venu enseigner l’histoire-géographie à Poitiers en 1908, l’écrivain et journaliste Jean-Richard Bloch emménagea à la Mérigote trois ans plus tard et en fit sa résidence principale entre 1929 et 1936. Dans cette maison, il rédigea une grande partie de ses écrits et y reçut à la fois ses amis intellectuels mais aussi des artistes et intellectuels antifascistes et antinazis, ainsi que des auteurs espagnols fuyant le franquisme. Propriété de la Ville de Poitiers depuis 2005, la Mérigote a été transformée en Villa Bloch et accueille depuis 2019 des résidences d’artistes, dont certains fuient leur pays en proie à la guerre ou à de fortes tensions politiques.

### François Mauriac (1885 – 1970)

#### Domaine de Malagar
Dominant la vallée de la Garonne, la ville de Langon et la forêt des Landes, le domaine de Malagar entre dans le giron de la famille Mauriac en 1843 et prend alors l’aspect qu’on lui connaît aujourd’hui : une maison de maître entourée de deux chais, un bâtiment de ferme prolongé de deux auvents, un parc de quatre hectares et un vignoble de quatorze hectares. Pâques, l’été et les vendages sont des occasions régulières de venue pour François Mauriac, qui devient propriétaire des lieux en 1927. Malagar n’est pas seulement un lieu de vie pour le prix Nobel de littérature et sa famille mais aussi un havre de paix propice au travail et à l’inspiration,. Patrimoine de la Région Nouvelle-Aquitaine depuis 1986, le domaine est conservé et animé par le Centre François Mauriac de Malagar, qui propose des visites, un centre de ressources documentaires, des actions de médiation scolaire et un programme d’activités culturelles.

#### Société internationale des études mauriaciennes – SIEM, Pessac, Gironde
Réunissant des adhérents originaires d'une quinzaine de pays et consacrant leurs travaux à l'œuvre de François Mauriac, la Société internationale des études mauriaciennes (SIEM) publie chez Grasset les Nouveaux Cahiers François Mauriac. La SIEM, qui a été fondée en 1991, organise également chaque année un colloque international, en collaboration avec le Centre Mauriac-TELEM de l’Université Bordeaux Montaigne.

### Ernest Pérochon (1885 – 1942)

#### Musée de la Tour Nivelle
Le musée d’école de la Tour Nivelle propose de découvrir l’ambiance d’une salle de classe en 1900 ainsi qu’une exposition permanente consacrée à l’écrivain natif des Deux-Sèvres Ernest Pérochon. Né à Courlay en 1885, l’auteur de Nêne (prix Goncourt 1920) fut l’un des élèves de l’école de la Tour Nivelle, hameau rattaché à Courlay, avant de devenir instituteur.

### Jacques Rivière (1886 – 1925)

#### Les Amis de Jacques Rivière, Bordeaux, Gironde
Fondée en 1975, l’association des Amis de Jacques Rivière et d’Alain-Fournier a pour objet de promouvoir l’œuvre de ces auteurs, qui furent amis puis beaux-frères. Né en 1986 à Bordeaux, Jacques Rivière fut le directeur de la Nouvelle Revue Française, titre de presse de référence dans lequel furent publiés de nombreux écrivains majeurs du XXe siècle.

### Marcel Jouhandeau (1888 – 1979)

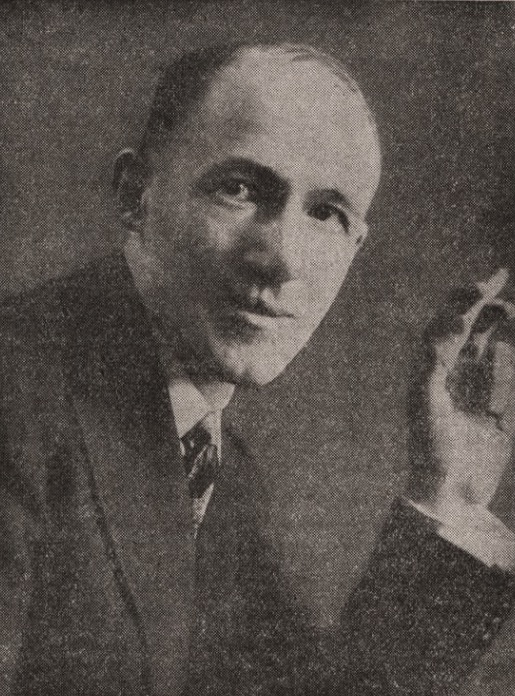
Marcel Jouhandeau en 1930.

#### Maison Jouhandeau
Natif de Guéret, dans la Creuse, Marcel Jouhandeau fut un écrivain longtemps boudé par ses concitoyens qu’il croqua avec causticité. Il est l’auteur d’une œuvre abondante et souvent autobiographique, dans laquelle il rebaptisa d’ailleurs sa ville natale Chaminadour. L’Association des lecteurs de Marcel Jouhandeau et des amis de Chaminadour organise désormais chaque année à Guéret les Rencontres littéraires de Chaminadour. La maison de Marcel Jouhandeau est aujourd’hui la propriété de son petit-neveu et peut se visiter sur réservation.

### Louis et Marc Chadourne (1890 – 1925) et (1895 – 1975)

#### Les Amis des Chadourne, Brive, Corrèze
Les Amis des Chadourne promeuvent la lecture et la diffusion des œuvres des frères Louis et Marc Chadourne et ont en ce sens créé en 2019 un prix littéraire, remis à l’occasion de la Foire du livre de Brive. L’association a aussi pour objet la préservation de la mémoire des quatre frères et de celle de leur oncle André, polygraphe et cofondateur de la Société des gens de lettres. L’association possède un fonds conséquent sur les Chadourne, qui a été récemment catalogué,.

### Léonce Bourliaguet (1895 – 1965)

#### Les Amis de Léonce Bourliaguet, Thiviers, Dordogne
Fondée en 1974, l'association a pour objectif de maintenir le souvenir de l'écrivain natif de Thiviers, dont la Maison n'est pas ouverte à la visite. Un effort constant est entrepris pour favoriser la réédition de titres épuisés et la découverte de textes inédits de Léonce Bourliaguet. Participant aux manifestations qui présentent l'œuvre de l'auteur périgourdin, elle organise aussi des rencontres, colloques et expositions. Un bulletin d'information est également publié par l'association trois fois par an. Les Amis de Léonce Bourliaguet disposent d'un fonds conséquent composé de nombreux manuscrits et documents personnels, notamment la correspondance.

### Robert Marguerit (1910 – 1988)

#### Les Amis de Robert Margerit, Isle, Haute-Vienne
L’association, qui a été fondée à Brive en 1991 par Georges-Emmanuel Clancier, siège depuis 1998 à Isle, près de Limoges. Elle a pour objet la valorisation de l’œuvre de Robert Margerit, grand romancier en son temps, en s’appuyant sur un remarquable patrimoine littéraire et artistique légué par la veuve de l’auteur. La Ville d’Isle invite les visiteurs à consulter les fonds, rassemblés dans un élégant bâtiment moderne.

### Marguerite Duras (1914 – 1996)

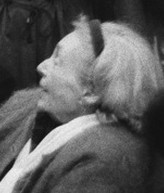
Alain Fonteray, Marguerite Duras après le spectacle au Stella à Lambézellec, 1993.

#### Maison Duras (Platier)
Après la mort de son père Henri Donnadieu, Marguerite rejoignit la France et passa deux années dans la maison de Platier, près de Duras, dont elle prit le nom, avec sa mère et ses frères Pierre et Paul. Elle reviendra quelques mois au Platier, en 1931, pour la vente du domaine. La maison subit un incendie en 1953 et est restée en ruine. Marguerite voulut un temps la restaurer mais cela ne se fit pas. Le Centre Marguerite Duras propose aujourd’hui à Duras un lieu d’exposition et de rencontres consacrées à l’auteure de L’Amant (Prix Goncourt 1984).

### Christine de Rivoyre (1921 – 2019)

#### Les Amis de Christine de Rivoyre, Onesse-Laharie, Landes
Située à Onesse-Laharie, près de l’océan Atlantique et au cœur de la forêt des Landes, la maison de Christine de Rivoyre fut l'une des principales sources d’inspiration de l'auteure du Petit Matin. L'association des Amis de Christine de Rivoyre perpétue le souvenir de la journaliste et romancière, notamment en participant au projet de préservation de la Maison en vue d’une ouverture à la visite en 2021, à l’occasion du centenaire de la naissance de l'auteure de Boy, et en publiant les Cahiers Christine de Rivoyre,.

## Bibliothèques et associations littéraires couvrant plusieurs écrivains

### Médiathèque de Bayonne, Pyrénées-Atlantiques
Créée en 1851, la médiathèque de Bayonne constitue un réseau de lecture publique vivant et dynamique, qui participe pleinement à la valorisation du patrimoine de la Ville. La richesse des collections patrimoniales et locales forme sa singularité au niveau du territoire du Pays basque et au-delà. Labellisée depuis 2011 pôle associé de la Bibliothèque nationale de France, la médiathèque est reconnue pour sa compétence nationale en matière de fonds basques. La médiathèque conserve les œuvres d’auteurs liés à Bayonne, au Pays basque ainsi qu’aux Sud-Landes, et dispose d’éditions originales, exemplaires dédicacés et éditions rares.

### Bibliothèque municipale de Bordeaux, Gironde

Bibliothèque municipale de Bordeaux.

Parmi les plus grandes bibliothèques municipales de France, la bibliothèque municipale de Bordeaux abrite des écrits originaux, brouillons, notes, correspondances, archives, de nombreux écrivains liés à la région bordelaise, et parmi les plus remarquables : Montaigne, Montesquieu, Mauriac. Avec plus d’un million de documents, dont plus de 250 000 livres d’étude, 300 000 documents à emprunter, mais aussi les fonds rares, précieux et anciens de la ville, soit 300 000 livres, estampes et manuscrits, dont le plus ancien remonte au VIIIe siècle, ce fonds place la bibliothèque de Bordeaux au premier rang, à côté d’autres prestigieuses bibliothèques.

### L'association littéraire des Amis du Lac d'Hossegor, Soorts-Hossegor, Landes
L'association des Amis du Lac d'Hossegor et les Editions Lac et Lande ont publié pas moins de 160 ouvrages sur Hossegor et le sud des Landes, lieux d'accueil et d'inspiration pour de nombreux artistes et jeunes écrivains au début du XXe siècle. L'association poursuit l'objectif de préserver et faire revivre le patrimoine littéraire local, tout en protégeant le style architectural basco-landais de la « cité-parc » née en 1930.